# Ordensburg Jaschinnitz
Die Ordensburg Jaschinnitz (polnisch Zamek w Jasińcu Nowym, auch: Jasnitz) ist die Ruine einer Ordensburg in Nowy Jasiniec (Neu Jaschinnitz) im Powiat Bydgoski der Woiwodschaft Kujawien-Pommern in Polen.

## Bauwerk
Die Burg war eine kleine Grenzfeste auf einer künstlich aufgeschütteten Insel im See. Die Burg bestand aus einem wohnturmartigen Festen Haus, dessen untere Hälfte aus Feldstein bestand und im oberen Abschnitt mit Backstein aufgemauert wurde. Über eine Vorburginsel im Westen gelangte man über eine Zugbrücke zur Burg. Das Haupthaus war viergeschossig auf einem Grundriss von 23 m × 13 m. Im Erdgeschoss befinden sich tonnengewölbte Vorratsräume, im Obergeschoss der Remter, die Kapelle, eine Schatzkammer, während sich im zweiten Obergeschoss Wohnräume des Pflegers und des Priesters befanden. Ein schmaler Flur in jeder Ebene erschloss die Räume. Den Abschluss des Haupthauses bildete ein hölzernes Wehrgeschoss mit 22 Wehrfenstern. Die Außenmauern sind bis zur Höhe des zweiten Obergeschosses bis heute erhalten.

## Geschichte
Eine erste Burg in Jaschinnitz wurde von den Pomerellischen Herzögen zum Schutz gegen Polen erbaut. Ein Kastellan in Jaschinnitz ist für 1288 belegt. Am Anfang des 14. Jahrhunderts war die Burg im Besitz des Grafen Peter von Neuenburg, der sie 1309 an den Deutschen Orden abtrat. Der steinerne Wohnturm entstand wohl als Pflegersitz des Deutschen Ordens im späten 14. Jahrhundert. In einer Urkunde von 1377 ist belegt, dass der Komtur von Schwetz zum Bau der Burg Jaschinnitz vierzig Mark aufwendete. Für 1392 ist belegt, dass hier 500.000 Backsteine und hundert Last Kalk lagerten. Im ersten Drittel des 15. Jahrhunderts wurde Jaschinnitz mehrmals eingenommen, 1410 und 1414 von polnischen Truppen, 1433 von Hussiten, die die Burg  niederbrannten. Am Beginn des Dreizehnjährigen Kriegs fiel die Burg in die Hand des Preußischen Bunds. Nach 1466 gehörte Jaschinnitz zu Polen und wurde Starostei. Nach der preußischen Annexion diente die Burg als evangelische Kirche, wurde aber um die Mitte des 19. Jahrhunderts aufgegeben und verfiel.